# Contrada Paradiso
Contrada Paradiso, más conocido localmente con el nombre de Paraíso (el nombre en español se remonta probablemente a la época de dominación aragonesa de la región) es una contrada ubicada en el campo perteneciente al ayuntamiento de Torre Santa Susanna, en el norte de la comarca del Salento, en la región de Apulia, a 2 km del sitio arqueológico mesapio de Muro Tenente. Parte de su territorio está ubicado en campos que pertenecen a los municipios de Latiano, Oria y Mesagne.

## Agricultura y territorio

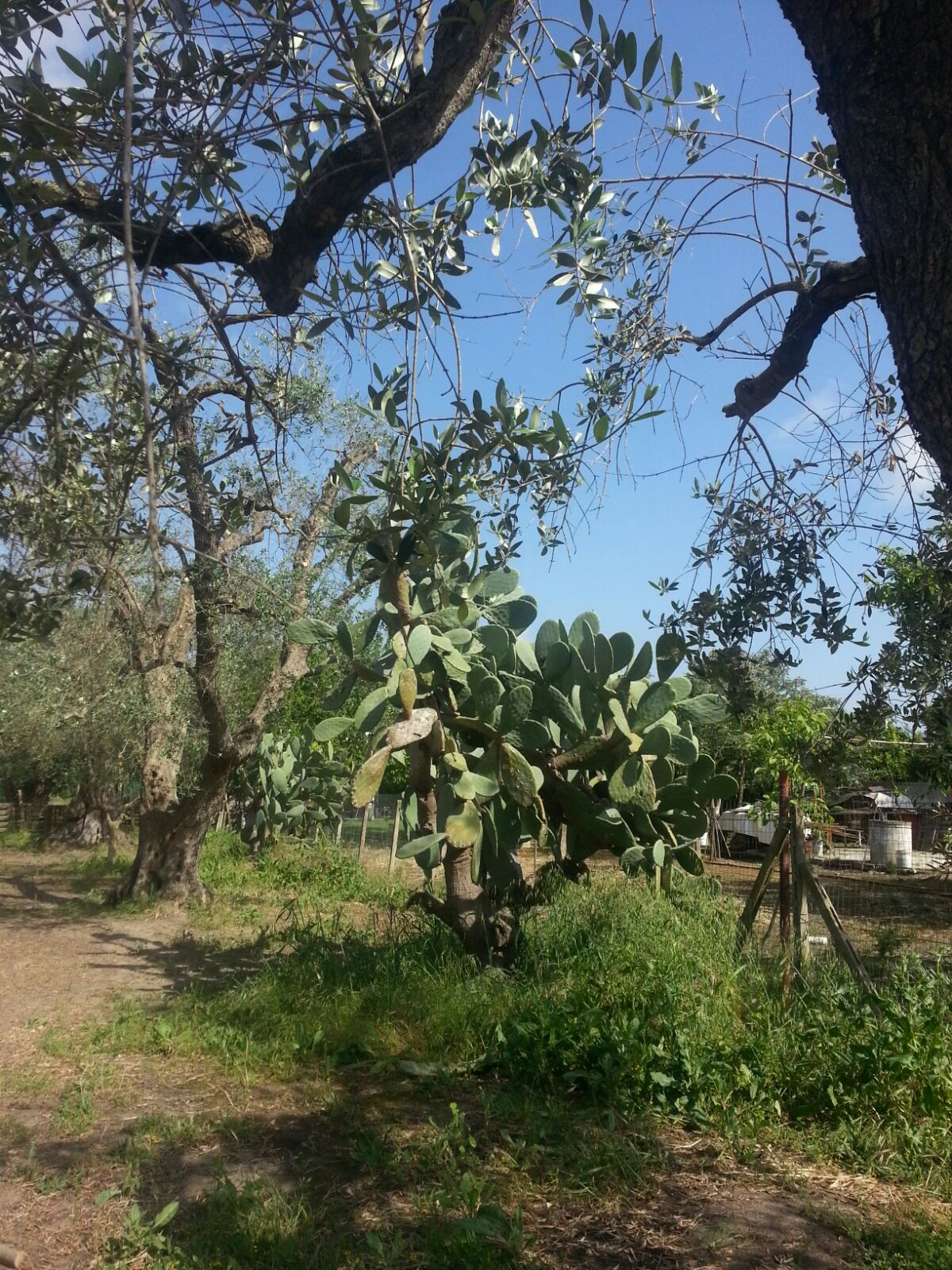

La economía del territorio se centra principalmente en la producción de aceite de oliva y vino.
El territorio está relacionado con la producción de aceitunas desde los tiempos más antiguos, como lo demuestran los numerosos olivos centenarios de la zona. Los tipos de olivo más extendidos en el distrito son Cellina de Nardò y Ogliarola.
En el segundo lugar hay la producción agrícola de la vid.

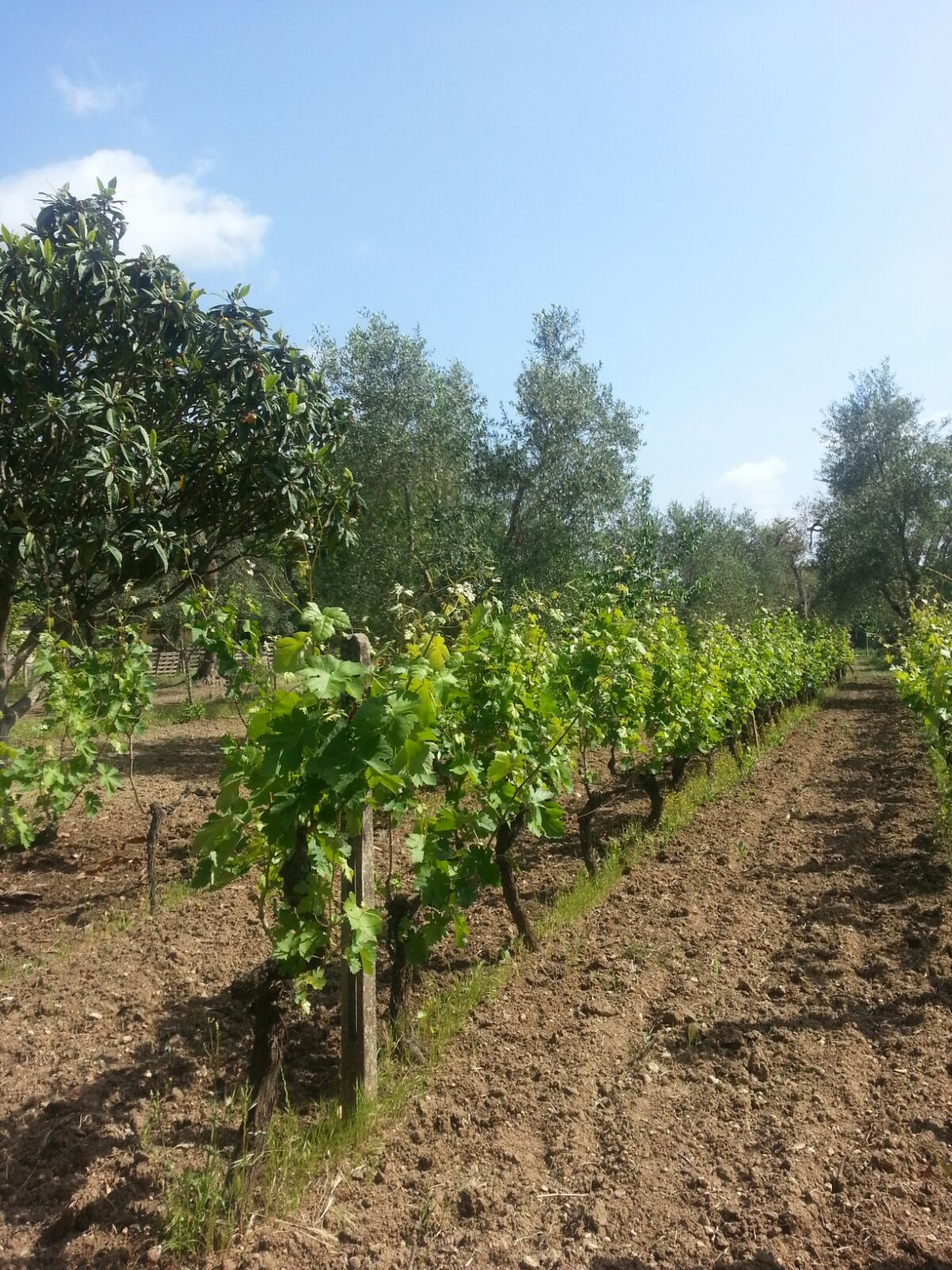

La parte del territorio de Contrada Paradiso que se encuentra en el campo perteneciente a los municipios de las ciudades de Latiano y Mesagne hace parte de la ruta del vino llamada Apia de los vinos. En este territorio podemos identificar variedades autóctonas de vides como; la malvasía negra de Brindisi, el Sangiovese, el Negroamaro y el Ottavianello y se pueden producir los siguientes vinos: Aleatico di Puglia Doc, Brindisi DOC, Puglia Igt.

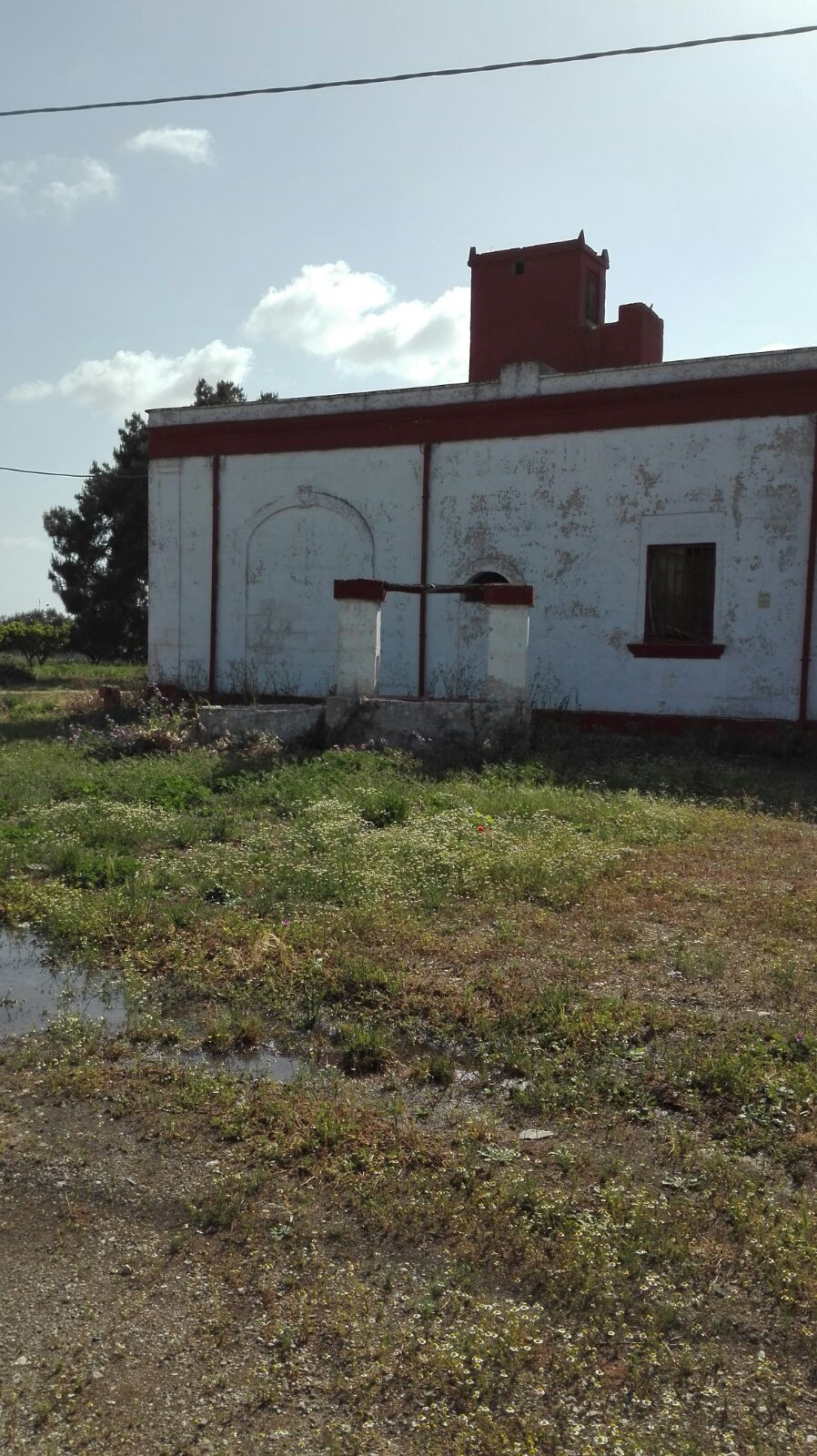
Masseria Contrada Paradiso

## Coordinadas
40°31′28″N 17°43′25″E / 40.52444, 17.72361

Olivos centenarios